# Demo-Recording
Unter Demo-Recording versteht man das Aufzeichnen von Bewegungsabläufen zu einem Computerprogramm. Dazu zählen auch Computerspiele. Eine Subroutine des Computerprogrammes, ein Plug-in oder ein Modul eines Emulators zeichnen sämtliche durch den Benutzer getätigten Eingaben auf. Die Aufzeichnungen können in einer Liste gespeichert und eingesehen werden.
In dieser Liste könnte nun z. B. stehen, dass zu einem exakt definierten Zeitpunkt die Taste "A" gedrückt und zu einem späteren, exakt definierten Zeitpunkt wieder losgelassen wurde.
Die gespeicherte Liste kann danach, falls entsprechende Mittel zur Verfügung stehen, wieder in das Programm geladen werden, um ein Demo-Playback zu starten.
Durch das laufzeitgenaue Recording von Benutzereingaben ist es z. B. möglich, sich das Durchwandern eines Computerspieles ein zweites Mal anzuschauen. Da die entstehenden Demo-Recording-Dateien für gewöhnlich recht klein sind (z. B. für NES-Spiele nur einige Kilobytes), können aufgenommene Records über das Internet schnell verteilt werden.
Von Interesse ist das Demo-Recording vor allem in der Speedrun-Szene, in der es darum geht, möglichst schnell ein Computerspiel durchzuspielen. Demo-Recordings gewährleisten, dass Interessierte in „Echtzeit“ das Spiel ein zweitesmal „live“ erleben können. Nur durch Speedruns ist auch eine Manipulation, z. B. im Interesse des noch schnelleren Durchspielens, ausgeschlossen. Eine Videodatei, die den Speedrun aufgezeichnet hätte, könnte durch Schnittprogramme gekürzt und somit manipuliert worden sein. Somit sind Demo-Recordings die einzige „legitime“ Beweisquelle für einen erfolgreichen Speedrun.
Abseits von Computerspielen kann Demo-Recording verwendet werden, um z. B. automatisch die Bewegung des Mauszeigers zu simulieren. Diese Routine nutzen Programme, die Shareware-Pop-up-Meldungen wegklicken.

## Spiele und Programme, die Demo-Recording unterstützen
- Half-Life
- Quake
- Doom
- Emulatoren älterer Spielekonsolen, wie z. B. Famtasia für das NES, oder Gens für den Mega Drive